# Rocha da Pena
 (avril 2012).
Si vous disposez d'ouvrages ou d'articles de référence ou si vous connaissez des sites web de qualité traitant du thème abordé ici, merci de compléter l'article en donnant les références utiles à sa vérifiabilité et en les liant à la section « Notes et références ».
Rocha da Pena est un site classé rocheux situé près de Salir en Algarve, au Portugal. Son sommet est à 479 mètres d'altitude et offre un panorama incluant la mer. 
Il est composé de roche calcaire, avec des pentes escarpées connues des amateurs d'alpinisme au Portugal. 
Il contient de nombreuses grottes, et a un mur double de fortifications anciennes indiquant une occupation humaine qui remonte au Néolithique. 
Des chemins de découverte de la nature sont aménagés. Il y a deux vieux moulins à vent, et le village de Penina.
Parmi sa végétation on trouve des plantes endémiques, des arbousiers (Arbutus unedo), chênes, romarin, genévriers, cistes des espèces d'orchidées,...
La faune inclut aigle de Bonelli, aigle royal, chouettes, chauves-souris, des genettes, renards, mangoustes...